# Port de Banana
Le Port de Banana est un port commercial en eau profonde de la République démocratique du Congo actuellement en construction. Il est développé par le groupe DP World sur la rive nord de l'embouchure du Congo, dans une baie s'ouvrant vers le fleuve, l'isthme sablonneux de Banana protégeant le port de l'Océan Atlantique.

## Historique
Historiquement le port de Banana était un modeste port de marchandises  se composant d'un seul quai, d'une longueur d'environ 75 mètres, pour une profondeur d'environ cinq mètres.
En 2021, le president Félix Tshisekedi a signé un accord avec le groupe DP World pour la construction du port en eau profonde de Banana, assorti d'une concession de 30 ans.
Le port de Banana sera le premier port en eau profonde de la République Démocratique du Congo.

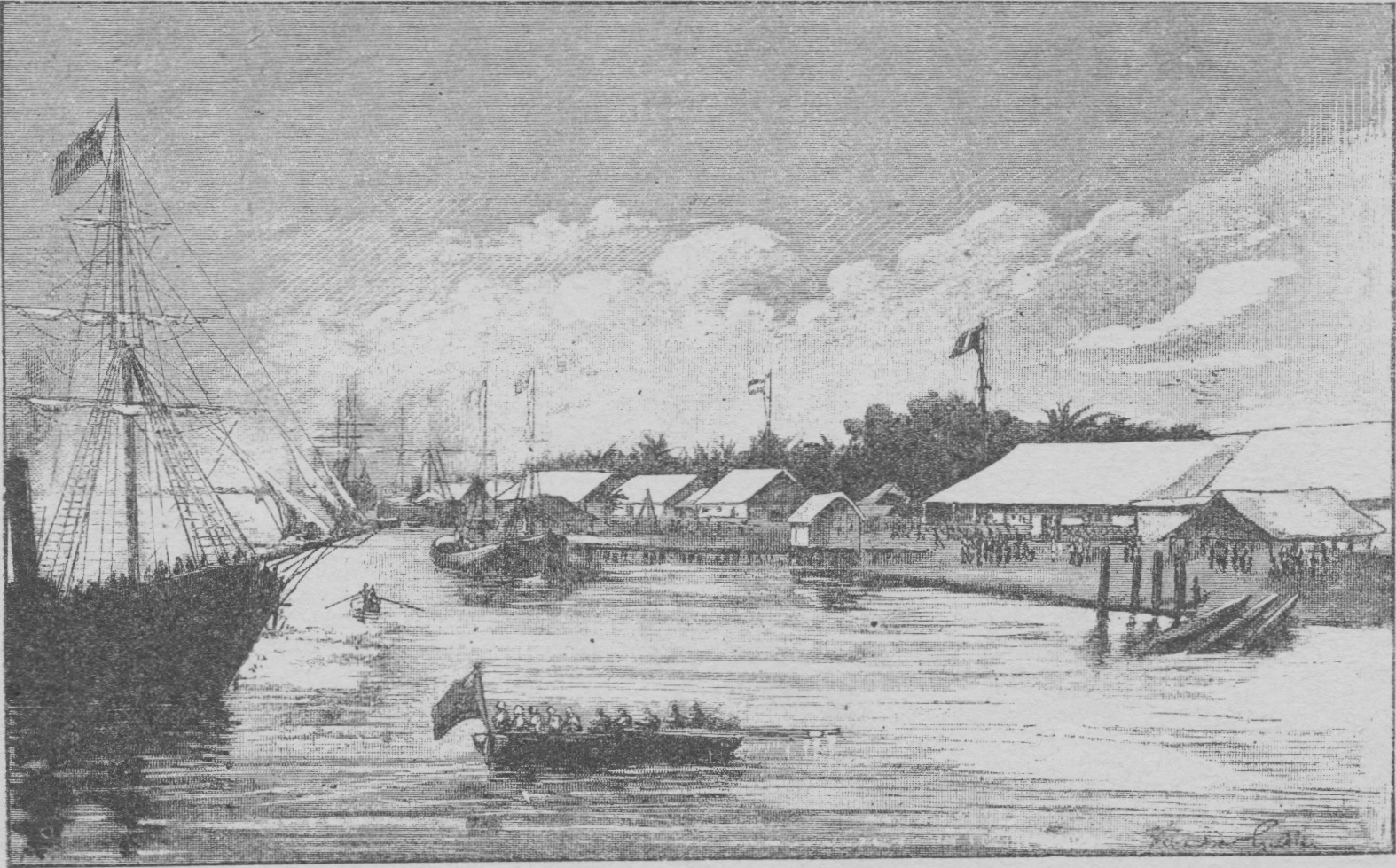
L'expédition de Stanley arrive à Banana, 18 mars 1887

La pose de la première pierre du chantier du port en eau profonde de Banana a été effectuée le 30 janvier 2022 en présence du président Félix Tshisekedi et du PDG du groupe DP World, Sultan Ahmed bin Sulayem.

## Construction
Le port de Banana, premier port en eau profonde de la RDC, disposera d'un quai de 600 mètres avec un tirant d'eau de 18 mètres. Il sera capable d'accueillir les plus grands navires en circulation dans le monde et aura une capacité annuelle d'environ 450 000 EVP. Il disposera d'un parc de stockage de containeurs de 30 hectares.
En aout 2024 l'agence de développement britannique British International Investment a annoncé investir 35 millions USD dans le projet.
Le 20 mars 2025 DP World signe avec la firme portugaise Mota-Engil pour la construction du port de Banana.

## Impact
La RDC dépend aujourd'hui en grande partie de ports de pays voisins pour ses échanges commerciaux par voie maritime. Le port de Banana assurera au pays la souveraineté sur son commerce extérieur. Il créera de nombreux emplois, notamment dans la province du Kongo Central où il se situe.